# Ферн Гедлі
Ферн Гедлі (англ. Fern Headley, 2 березня 1900, Крістал — 28 вересня 1956) — американський хокеїст, що грав на позиції захисника.

## Ігрова кар'єра
Професійну хокейну кар'єру розпочав 1922 року.
Протягом професійної клубної ігрової кар'єри, що тривала 5 років, захищав кольори команд «Бостон Брюїнс» та «Монреаль Канадієнс».

## Статистика
| Сезон        | Клуб               | Ліга         | Регулярний сезон | Регулярний сезон | Регулярний сезон | Регулярний сезон | Регулярний сезон |
| Сезон        | Клуб               | Ліга         | І                | Г                | П                | О                | ШХ               |
| ------------ | ------------------ | ------------ | ---------------- | ---------------- | ---------------- | ---------------- | ---------------- |
| 1924–25      | Бостон Брюїнс      | НХЛ          | 16               | 1                | 0                | 1                | 4                |
| 1924–25      | Монреаль Канадієнс | НХЛ          | 11               | 0                | 1                | 1                | 2                |
| Усього в НХЛ | Усього в НХЛ       | Усього в НХЛ | 27               | 1                | 1                | 2                | 6                |